# Tarsiger chrysaeus
El ruiseñor dorado (Tarsiger chrysaeus) es una especie de ave paseriforme de la familia Muscicapidae propia del Himalaya y sus estribaciones orientales.

## Distribución y hábitat
Se encuentra en el Himalaya y sus estribaciones del noreste del subcontinente indio y del este de la meseta tibetana. Es un pájaro migratorio y algunas de sus poblaciones se desplazan a las montañas al norte del sudeste asiático para pasar el invierno. Su hábitat natural son los bosques húmedos subtropicales de montaña y las zonas de matorral y herbazales de montaña.